# بیوره
بیوره (به اسپانیایی: Biure) یک شهرستان در اسپانیا است که در کاتالونیا واقع شده‌است.

## خصوصیات
بیوره ۱۰ کیلومترمربع مساحت و ۲۴۵ نفر جمعیت دارد و ۸۱ متر بالاتر از سطح دریا واقع شده‌است.